# Sądówko
Sądówko – osada w Polsce położona w województwie zachodniopomorskim, w powiecie stargardzkim, w gminie Dolice, położona 9,5 km na południowy wschód od Dolic (siedziby gminy) i 28 km na południowy wschód od Stargardu (siedziby powiatu). Miejscowość wchodzi w skład sołectwa Sądów.
W latach 1975–1998 miejscowość położona była w województwie szczecińskim.